# Chasseneuil

Chasseneuil este o comună în departamentul Indre, Franța. În 1 ianuarie 2022 avea o populație de 710 de locuitori.